# EudraCT
EudraCT (European Union Drug Regulating Authorities Clinical Trials) ist ein Register für klinische Studien, die seit 2004 mit Humanarzneimitteln in der Europäischen Union durchgeführt werden. EudraCT wird von der Europäischen Arzneimittelagentur betrieben und von den Arzneimittelbehörden der Mitgliedstaaten bei der Genehmigung und Überwachung klinischer Studien genutzt.

## Zweck und gesetzliche Grundlage
Das EudraCT-Register wurde eingeführt, um die Transparenz der in der EU durchgeführten klinischen Studien sowie durch bessere Überwachung die Sicherheit für Studienteilnehmer zu erhöhen. Die gesetzliche Grundlage für den Aufbau ist Artikel 11 der Richtlinie 2001/20/EG über die Anwendung der guten klinischen Praxis. In Deutschland schreibt die GCP-Verordnung vor, dass eine geplante klinische Arzneimittelstudie in EudraCT registriert sein muss, bevor ein Genehmigungsantrag für die Studie gestellt werden kann. Das Register wurde zum 1. Mai 2004 in Betrieb genommen, seitdem wurden bis Ende 2007 weit über 10.000 Studien registriert.

## Aufbau
Zentral für das Register ist die Vergabe einer EudraCT-Nummer; diese ist eine zentrale Identifizierungsmöglichkeit für eine klinische Studie in Europa. Das Register teilt sich in einen für die Antragsteller offenen Teil und in einen Behördenteil auf. 
Im offenen Teil geben die Antragsteller Eckdaten zur geplanten klinischen Studie an, beispielsweise kurze Angaben zum geplanten Prüfarzneimittel, dem Ziel der Studie, dem Studiendesign sowie den geplanten Prüfzentren. Diese Daten werden in einer XML-Datei abgelegt; gleichzeitig wird eine EudraCT-Nummer generiert. Nach dem EudraCT-Eintrag muss noch bei der zuständigen nationalen Behörde ein detaillierter Antrag auf Genehmigung der klinischen Studie unter Angabe der EudraCT-Nummer und Beifügung der XML-Datei gestellt werden.
Im Behördenteil stellt die genehmigende nationale Behörde Auszüge des Genehmigungsantrages und gegebenenfalls dessen Änderungen, Informationen zur Stellungnahme der Ethikkommission, Mitteilungen über den Abschluss der Studie sowie Hinweise auf GCP- und GMP-Inspektionen ein.
Das Register verfügt über eine Schnittstelle zum Clinical Trials-Modul der EudraVigilance-Datenbank, wo Verdachtsfälle unerwarteter schwerwiegender Nebenwirkungen eines Prüfpräparats (SUSARs) dokumentiert werden. SUSARs müssen binnen kurzer Fristen vom Prüfarzt an den Sponsor und vom Sponsor an die nationale Behörde gemeldet werden; diese wiederum sorgt für die Einträge in die europäische Datenbank.

## Zugang
Seit der Inbetriebnahme von EudraCT 2004 ist der beschränkte Zugang  kritisiert worden, der die Dateneinsicht nur den nationalen Behörden (in Deutschland das Bundesinstitut für Arzneimittel und Medizinprodukte und das Paul-Ehrlich-Institut), der  Europäischen Arzneimittelagentur und der EU-Kommission ermöglichte. Im März 2011 hat die Europäische Arzneimittelagentur das EU Clinical Trials Register für die Allgemeinheit freigeschaltet, das für die Öffentlichkeit freigegebene Daten aus EudraCT enthält. Dabei handelt es sich um Informationen über, gemäß dem pädiatrischen Prüfkonzept („Paediatric Investigation Plan“, PIP) vorgeschriebene, pädiatrische klinische Studien  und über Studien der Phasen II–IV an Erwachsenen. Die rechtliche Basis bilden Artikel 57(2) der Verordnung (EG) Nr. 726/2004 und Artikel 41 der Verordnung (EG) Nr. 1901/2006 über Kinderarzneimittel.
Neben dem Zugang für die Öffentlichkeit werden auch besondere Zugriffsmöglichkeiten für am Genehmigungsverfahren klinischer Studien beteiligte Ethikkommissionen sowie ein Ausbau von EudraCT zu einem zentralen Portal für die Einreichung sämtlicher Unterlagen für Genehmigungsanträge für klinische Studien diskutiert.